# Десантно-штурмовая манёвренная группа
Десантно-штурмовая манёвренная группа (ДШМГ) —  это аэромобильное формирование Пограничных войск, а также Федеральной пограничной службы и Пограничной службы ФСБ России, предназначенное для выполнения задач по охране, защите и обороне Государственной границы методом десантирования подразделения на местности, в том числе с применением тактического воздушного десанта и десантно-штурмовых действий. 

Десантно-штурмовые манёвренные группы (ДШМГ) имеют дополнительную боевую подготовку, дополнительные средства огневой поддержки и боевого обеспечения, а также дополнительную военную технику.
Первая десантно-штурмовая манёвренная группа появилась в советских пограничных войсках во время Афганской войны в 1982 году. 
 В составе пограничных отрядов создавались штатные и внештатные десантно-штурмовые манёвренные группы. Внештатные десантно-штурмовые манёвренные группы создавались для решения конкретных оперативных задач на основе, или в составе мотоманёвренных групп пограничных отрядов, выполнявших задачи в боевых условиях. Десантно-штурмовые манёвренные группы и ММГ существовали в пограничных войсках России до 2005 года.
Начиная с 2005 года подразделения манёвренных групп, ранее именовавшихся ДШМГ и ММГ, носят название — Отделы мобильных действий Пограничной службы ФСБ России (ОМД ПС ФСБ России).

## СССР
С началом Афганской войны руководство Пограничных войск КГБ СССР столкнулось со следующей сложной проблемой. Все банды на территории Афганистана стали воспринимать СССР как враждебное государство. Обычная практика по охране Государственной границы СССР, заключавшаяся в патрулировании и наблюдении за линией границы, не давала гарантии по безопасности в приграничной зоне для мирного советского населения. Возникла острая необходимость в присутствии пограничников на территории соседнего государства. Причём присутствие должно было осуществляться на приличном удалении от афгано-советской границы. То есть Государственная граница СССР должна была охраняться и обороняться по обе стороны пограничной линии. За основу решено было взять практику сторожевого охранения, принятую в 40-й армии (40 А). Сторожевые заставы 40 А, выставленные на ключевых перевалах и дорогах, блокировали передвижение противника и позволяли контролировать обстановку на большей территории Афганистана.
Руководство Пограничных войск пошло тем же путём. В составе шести пограничных отрядов Краснознамённого Среднеазиатского пограничного округа и Оперативно-войсковой группы Краснознамённого Восточного Пограничного Округа были сформированы внештатные специальные подразделения, которые выполняли функции сторожевого охранения в приграничной полосе Афганистана.
От каждого пограничного отряда направлялись на постоянную дислокацию на территорию Афганистана на глубину до 100 километров штатные мотоманёвренные группы (ММГ). Каждый пограничный отряд в зоне афгано-советской границы включал в себя от 3-х до 6-ти ММГ, одну ДШМГ, подразделения боевого, технического и тылового обеспечения. В отличие от ММГ, Десантно-штурмовые манёвренные группы обычно базировались в расположении пограничного отряда на советской территории и доставлялись к местам войсковых операций на вертолётах через государственную границу. В состав одной ММГ в среднем входили: управление, 3-4 погранзаставы (погз), взвод связи, взвод материального обеспечения, противотанковый взвод, инженерно-сапёрный взвод, разведвзвод, миномётная батарея, медицинский пункт. Личный состав ММГ достигал 300 бойцов, что по армейским меркам практически соответствовало батальону. 9

… Исходя из осложнения обстановки на среднеазиатской границе, особенно на таджикском участке, 22 декабря 1981 г. ЦК КПСС принимает постановление П32/81 о вводе в страну специальных подразделений пограничных войск КГБ СССР уже общей численностью до 8 тыс. человек на глубину до 100 км, включая провинциальные центры…— Пограничные войска СССР в войне в Афганистане
Боевая деятельность ММГ заключалась в патрулировании и в разведывательно-поисковых действиях в зонах ответственности. Базировались ММГ на сторожевых заставах, оборудованных как в 40 А. 

ДШМГ применялись для ударов по противнику в труднодоступной для бронетехники горной местности и как оперативное подразделение подкрепления.
Организационно ДШМГ состояла из управления группы и двух десантно-штурмовых пограничных застав (дшпз), а также подразделений обеспечения.
- Пянджская ДШМГ — сформирована в 1982 году. Расформирована в 1991 году.(КСАПО ПУ КГБ СССР, в/ч 2066)
- Термезская ДШМГ— сформирована в 1986 году. Расформирована в 1992 году. (КСАПО ПУ КГБ СССР, в/ч 2099)
- Керкинская ДШМГ — сформирована в 1982 году. Расформирована в 1990 году.(КСАПО ПУ КГБ СССР, в/ч 2042)
- Московская ДШМГ — сформирована в 1986 году. Расформирована в 2005 году. (КСАПО ПУ КГБ СССР, в/ч 2033)
- Тахта-Базарская ДШМГ — сформирована в 1987 году. Расформирована в 1989 году. (КСАПО ПУ КГБ СССР, в/ч 2072)
- Восточная ДШМГ — сформирована в 1982 году. Расформирована в 1989 году. (КВПО ПУ КГБ СССР, в/ч 9878)

В пограничных войсках КГБ СССР, в качестве подразделений специального и особого назначения, помимо Десантно-штурмовых манёвренных групп (ДШМГ), применялись подразделения, носившие условное наименование Взвод повышенной боеспособности (ВПБС).

## Российская Федерация

### ДШМГ Новороссийского пограничного отряда (32 ПогО, в/ч 2156)
Была сформирована потомственным офицером, пограничником в третьем поколении капитаном М. Г. Ельшиным в 2000 году (приказ от 15 июня 2000 года). Немалый вклад в формирование и подготовку штурмового подразделения внёс также первый начальник штаба ДШМГ майор И. А. Скупков. Принимала участие в контртеррористической операции на Северном Кавказе. Освоение, оборудование и усиление горного участка российско-грузинской границы, проходящего по Аргунскому ущелью, начала с мая 2001 года. С апреля 2002 года из-за угрозы проникновения на российскую территорию чеченских диверсионно-террористических групп со стороны Абхазии выполняла задачи по охране абхазского участка российско-грузинской границы, на территории, известной ещё со времён её освобождения от немирных горцев в ходе завершающего этапа Кавказской войны (1817—1864). Также боролась с контрабандистами на Азовском море и на российско-украинской границе. С 1 июня 2007 года реорганизована в ОМД (отделение мобильных действий).

### ДШМГ Черкесского пограничного отряда (36 ПогО, в/ч 2011)
Была сформирована в станице Преградная Карачаево-Черкесской Республики на основе резервной заставы, которая, в свою очередь, была создана в 1999 году на основе Мотоманёвренной группы (ММГ) Черкесского пограничного отряда. Первый начальник ДШ Черкесского погранотряда — Д. Г. Медведев. ДШ-группа 36-го погранотряда проводила спецоперации во время вооруженного конфликта на Северном Кавказе в конце 1990-х — начале 2000-х годов мангруппа Черкесского погранотряда 20 декабря 1999 года, в составе сводных боевых групп, десантировалась в Аргунском ущелье Чеченской Республики, участвовала в создании Итум-Калинского (Аргунского) пограничного отряда. Со второй половины 2000 года, из-за угрозы проникновения на российскую территорию чеченских диверсионно-террористических групп со стороны Абхазии, ДШМГ 36-го погранотряда выполняла задачи по усилению линейных пограничных застав, выполнявших задачи по охране абхазского участка российско-грузинской границы, входившего в юрисдикцию Черкесского погранотряда. В 2005 году ДШМГ 36-го Черкесского погранотряда принимала участие в спецоперациях против контрабандистов на российско-украинской границе.

### Благовещенская ДШМГ
Была сформирована в 2000 году. Проводила спецоперации в вооружённых конфликтах на Северном Кавказе. (КДПО ПС ФСБ РФ, в/ч 2068).

### ДШМГ пограничного отряда особого назначения «Барс» (471 ПогООН «Барс», в/ч 3801)
Была сформирована в 1996 году. Проводила спецоперации в Республике Таджикистан и на Северном Кавказе. 20 декабря 1999 года десантировалась в Аргунском ущелье Чеченской Республики, участвовала в создании Итум-Калинского (Аргунского) пограничного отряда.

### Душанбинская ДШМГ Группы Пограничных войск России в Республике Таджикистан
Дислоцировалась в г. Душанбе. Войсковая часть 2421. В настоящее время расформирована в связи с выходом российских пограничников из Таджикистана.

### ДШМГ Гродековского пограничного отряда (58 ПогО, в/ч 2019)
Была сформирована 19 декабря 1999 года. Проводила спецоперации в вооружённых конфликтах на Северном Кавказе. Дислоцируется в Приморском крае, в пгт. Пограничный.

### ДШМГ 510-го Борзойского пограничного отряда особого назначения
Охраняла российско-грузинскую границу в Чеченской Республике.

### 44 ОДШМГ
Была сформирована в 1995 году. Расформирована в 2006 году. Проводила спецоперации в вооружённых конфликтах на Северном Кавказе.

## Казахстан
- Десантно-штурмовая манёвренная группа «Боран» Пограничной службы Комитета национальной безопасности Республики Казахстан (ПС КНБ РК), войсковая часть 2022 (Алма-Ата). Отличительная черта: зелено-бирюзовый берет.
- Десантно-штурмовая манёвренная группа войсковой части 2020 (Сарыагаш) Регионального управления «Онтустик» Пограничной службы КНБ.